# Hà Hỉ Văn
Hà Hỉ Văn (chữ Hán: 何喜文, Ho Hsi-wen, ? - 1801) hay Hà Hỷ Văn là một thủ lĩnh hải tặc nổi tiếng, từng tung hoành dọc theo các bờ biển Trung Hoa cuối thế kỷ XIII. Sau đó, Hà Hỷ Văn quy phục Nguyễn Ánh, được nhà Nguyễn ghi công trạng.

## Tiểu sử
Hà Hỷ Văn vốn là dư đảng của Bạch Liên giáo ớ Tứ Xuyên nước Thanh. Sau đó, tự xưng hiệu là người của Thiên Địa hội, nổi lên làm cướp biển ở vùng ven biển Quảng Đông, Phúc Kiến.
Năm 1786, Hỷ Văn đóng quân ở đảo Côn Lôn, sai thuộc hạ là Lương Văn Anh, Chu Viễn Quyền và Hoàng Trung Đông (hoặc Hoàng Trung Đồng) sang thành Vọng Các để xin quy thuận vị chúa Nguyễn Ánh đang lưu vong tại đó.
Năm 1787, Nguyễn Ánh đi qua đảo Cổ Cốt, Hỷ Văn đem binh thuyền đến xin theo giúp đánh Tây Sơn.
Năm 1792, Hỷ Văn theo Nguyễn Ánh đi đánh Quy Nhơn. Sang năm 1801, Hỷ Văn bệnh mất.
Vua Gia Long ghi công Hà Hỷ Văn, cho thờ ở đền Hiển trung thành Gia Định, sắc phong Chiêu nghị tướng quân Thủy quân thống chế thượng hộ quân, các con được tập ấm: Hà Hỷ Dương được ấm thụ Cai phủ tàu; Hà Hỷ Dưỡng được ấm bổ Cai đội; con Hà Hỷ Dương là Hà Hỷ Phước được ấm thụ Ân kỵ uý.
Thuộc hạ của Hỷ Văn là: Dương Văn Anh, Chu Viễn Quyền và Hoàng Trung Đông, trải làm đến Tuần hải phó đô doanh. Hoàng Trung Đông (Đồng) sau làm tới Chánh tuần hải đô doanh.